# Challengers of the Unknown
Challengers of the Unknown (dt. "Die Herausforderer des Unbekannten") ist der Titel einer Reihe von Comicpublikationen die der US-amerikanische Verlag DC-Comics seit 1957 veröffentlicht.
Die Comics der Reihe handeln traditionell von den waghalsigen Missionen einer Gruppe von vier kühnen Abenteurern, die routinemäßig "unerklärlichen" und "paranormalen" Vorkommnissen auf den Grund gehen und sind nahezu ausnahmslos im Mischbereich von Science-Fiction/Fantasy-Comic und Abenteuercomic angesiedelt, wobei vor allem neuere Versionen des Stoffes das Konzept um Elemente des Mystery-Comics ergänzen.
Als Urheber der Reihe gilt der Amerikaner Jack Kirby, wobei nicht restlose geklärt ist, ob Kirby lediglich das optische Design der Figuren und Handlungsschauplätze der Challengers entwickelte oder ob er auch die Idee zu der Reihe lieferte. Als mögliche "geistige Väter" der Figuren gelten neben Kirby die Brüder Dick und Dave Wood, die die ersten Comics über die Challengers of the Unknown verfassten, bevor Kirby zusätzlich zu seinen Aufgaben als Zeichner auch noch die Aufgabe des Autors für spätere Comics übernahm. Unklar ist dabei also, ob die Woods die ursprüngliche Idee zu der Reihe hatten, oder ob die Idee für die Challengers auf Kirby zurückgeht und die Woods lediglich ein von Kirby selbst ersonnenes grundsätzliches Handlungskonzept und -szenario nahmen und auf diesem aufbauend für Kirby Geschichten verfassten, die er selbst visuell in Szene setzte.

## Veröffentlichungen unter dem Challengers of the Unknown-Titel
Die erste Geschichte über die Challengers of the Unknown wurde im Februar 1957 in der Ausgabe #6 der von DC-Comics herausgegebenen Anthologieserie Showcase veröffentlicht. Nach drei weiteren Showcase-Heften mit Challengers-Geschichten (#7, 11, 12) begann DC 1958 mit der Veröffentlichungen einer ersten eigenständigen Serie über die Challengers of the Unknown, die den Namen der Gruppe als Titel führte. 
Diese Serie erschien zunächst in zweimonatlichem Rhythmus von 1958 bis 1971, bevor sie mit Ausgabe #77 vorerst eingestellt wurde. Nach etwas über zwei Jahren Veröffentlichungspause folgten 1973 drei Reprint-Ausgaben, die zwar bereits veröffentlichte Geschichten aus früheren Ausgaben der Serie neuabdruckten, jedoch unter Fortführung der alten Nummerierung als Ausgaben #78 bis 80 ausgewiesen wurden.
1977 wagte man sich schließlich – nachdem man mit bescheidenem Erfolg drei neue Challengers-Geschichten in den Ausgaben #8–10 der Serie Super-Team Family veröffentlicht hatte – an eine reguläre Wiederaufnahme der alten Serie. Diese neue Serie erreichte allerdings nur sieben, als Nr. #81 bis 87 gekennzeichnete, Ausgaben und wurde bereits 1978 wieder eingestellt.
Nach einer langen Veröffentlichungspause folgte 1991 eine achtteilige, von Jeph Loeb verfasste und von Tim Sale gezeichnete Miniserie, die in alter Manier den Titel Challengers of the Unknown trug. Die Produktion einer zweiten, an diese Miniserie anknüpfende, Serie kam letztlich nicht zustande. Stattdessen wurden die acht Hefte der 1991 Miniserie 2004 unter dem Titel Challengers of the Unknown Must Die! als Sammelband neu herausgegeben.
1997 rief DC eine neue, fortlaufende Challengers of the Unknown Serie ins Leben die achtzehn Ausgaben erreichte und bis 1998 lief. Den Autorenjob übernahm dabei der Amerikaner Steven Grant.
Zuletzt wurde 2004–2005 eine sechsteilige, von Howard Chaykin gestaltete, Miniserie um die Challengers veröffentlicht, die später unter dem Titel Challengers of the Unknown: Stolen Moments, Borrowed Time als Paperback neu aufgelegt wurde.
Hinzu kommt ein 1974 erschienener Roman von Ron Goulart der kurz Challengers of the Unknown betitelt ist und der von der Jagd der Challengers auf eine Gruppe südamerikanischer Neonazis, ihrem Kampf gegen Roboterhunde, Abenteuer mit einem Loch Ness-artigen Monster und ähnlichem mehr handelt.

### Die Handlung der ursprünglichen Challengers-Serie (1958–1978)
Ausgangspunkt der meisten Challengers of the Unknown Geschichten ist ein schwerer Flugzeugabsturz, den vier der Insassen der Maschine auf wundersame Weise überleben. Durch ihr knappes Überleben zu der "Erkenntnis" gelangt, dass ihr Leben ohnehin nichts anderes sei als "geliehener Zeit" ("living on borrowed time") schließen die vier sich zu einer Gruppe zusammen und beschließen fortan das Leben "herauszufordern" (challenge), indem sie es durch das Bestreiten todesverachtender Abenteuer an seine Grenzen führen.
Das Quartett besteht dabei aus dem Piloten Kyle "Ace" Morgan, dem wagemutigen Draufgänger Matthew "Red" Ryan, dem starken wenn auch etwas begriffsstutzigen Leslie "Rocky" Davis und dem Wissenschaftler Walter Mark "Prof" Haley. Zu den Herausforderungen, mit denen es die Challengers im Folgenden zu tun bekommen, zählen dabei vor allem klassische Sci-Fi-Bedrohungen wie Außerirdische, Monster, Roboter, Dschinis, verrückte Wissenschaftler und dergleichen mehr. In relativ formelhaften Geschichten lösen die Challenger Rätsel, helfen anderen Menschen mit Problemen und immer wieder auch der Regierung. Die Challengers treffen andere DC-Charaktere wie die Sea Devils, das Swamp Thing oder den untoten Toten Deadman, reisen durch das Weltall, die Zeit und sogar in andere Dimensionen. 
Mit der jungen Archäologin und Computerspezialistin Chalune Robbins stößt im weiteren Verlauf der Serie schließlich auch ein erstes weibliches Mitglied zu dem Team hinzu ("girl challenger"), dem später mit der Mystikerin Corinna Starks ein zweites und mit der jungen June Robbins ein drittes nachfolgen.

### Die Handlung der zweiten Challengers-Serie (1997–1998)
Die 1997 gestartete Challengers-Serie enthielt an die Fernsehserie Akte X erinnernde Geschichten um eine vierköpfige Gruppe von „Mystery-Detektiven“, die allerlei tatsächlich oder scheinbar übernatürliche Vorkommnisse aufklärten.
Diese zweite Gruppe besteht aus dem NASCAR-Fahrer Clay Brody, der Ärztin Brenda Ruskin, dem Spieledesigner Kenn Kawa und dem Piloten Marlon Corbet. Diese zweite Challengers-Gruppe tritt gegen eine satanistische Sekte, gegen Zombies, Geister, einen Amazonenkult, Monster, Massenselbstmörder, lebendige Gebäude und andere Obskuritäten an. Rocky Davis trat in dieser Serie als im Hintergrund operierender Mentor der „zweiten Generation“ der Challengers, der die Gruppe vor allem mit Rat und Weisungen bedenkt, auf. Die Serie endet schließlich mit einem gemeinsamen Kampf beider Challengers-Gruppen gegen einen verrückten Wissenschaftler, der auf komplizierte Weise für den Flugzeugabsturz, der die Gründung des ursprünglichen Teams möglich machte, verantwortlich war.

## Nachdrucke
Bislang erschienen zwei Paperback- sowie drei Hardcover-Sammelbände, die alte Challengers Geschichten neuabdrucken:
- Challengers of the Unknown Archive #1 (enthält Geschichten aus Showcase #6, 7, 11, 12, sowie Challengers #1 und 2).
- Challengers of the Unknown Archive #2 (enthält Geschichten aus Challengers #3–8)
- Showcase Presents Challengers of the Unknown (enthält Showcase 6, 7, 11, 12 und Challengers #1–17)